# Augusto Monterroso
Augusto Monterroso Bonilla, även kallad "Tito", född 21 december 1921 i Tegucigalpa, död 7 februari 2003 i Mexico City, var en honduransk-guatemalansk författare, känd framför allt för sin humoristiska och ironiska kortprosa. Han associeras med den Latinamerikanska boomen och har blivit jämförd med författare som Borges och Cortázar.

## Biografi
Augusto Monterroso föddes den 21 december 1921 i Tegucigalpa. Hans föräldrar var honduranskan Amelia Bonilla och guatemalanen Vicente Monterroso. Sin barndom tillbringade han mellan Honduras och Guatemala, men 1936 bosatte sig familjen slutligen i Guatemala City.
Hans litterära karriär började kort därpå. År 1937 grundade han ett sällskap för unga guatemalanska konstnärer och författare, som blev känt som ”la Generación del cuarenta”. Hans första berättelser publicerades 1941 i tidskrifterna Acento och El Imparcial. Samtidigt arbetade han i hemlighet mot Jorge Ubicos diktatur, och för detta ändamål grundade han tillsammans med andra författare tidningen El Espectador. Detta ledde till att han fängslades och blev tvungen att fly landet.
Han beviljades politisk asyl i Mexiko, och i september 1944 anlände han till Mexico City. Han tillbringade en kort period som ambassadör för Guatemalas demokratiska regim i La Paz, Bolivia, men slutade i protest mot den USA-stödda militärkuppen 1954, som han kritiserade i sin berättelse Mister Taylor. Förutom denna period utomlands förblev han bosatt i Mexico City resten av sitt liv.
I Mexiko etablerade han sig som akademiker och författare. På universitetet UNAM (Universidad Nacional Autónoma de México) gjorde han bekantskap med landets författare och intellektuella, samt åtog sig ledarskapet för författarverkstäder. På en av dessa träffade han även sin blivande fru, författaren Bárbara Jacobs.
Hans första bok Samlade verk och andra historier (Obras completas (y otros cuentos)) utkom 1959. Hans rykte som författare säkerställdes 1969 av Det svarta fåret och andra fabler (La oveja negra (y demás fábulas)). Movimiento perpetuo, som utkom 1972, utsågs av mexikanska kritiker till årets bästa bok. Hans enda roman Lo demás es silencio (La vida y la obra de Eduardo Torres) utkom 1978. Första delen av hans memoarer Los buscadores del oro utkom 1983, och han arbetade på den andra delen ända fram till sin död.
För sitt författarskap belönades han bland annat med följande priser: Premio Xavier Villarrutia (1975), Premio Nacional de Literatura de Guatemala (1997), och Premio Príncipe de Asturias de las Letras (2000).
Han dog av en hjärtattack i Mexico City den 7 februari 2003.